# Norma Ponce Orozco
Norma Ponce Orozco (Estado de México, 1 de octubre de 1964) es una política mexicana, miembro del Partido Revolucionario Institucional (PRI). Ha sido diputada federal de 2012 a 2015.

## Biografía
Es licenciada en Derecho y cuenta con un estudios de un seminario en Evaluación de Programas Sociales, Perspectivas para Mejorar los Programas Sociales.
De 1997 a 2000 fue jefa de departamento en el ayuntamiento de Ecatepec de Morelos presidido por Jorge Torres Rodríguez y de 2003 a 2006 fue directora de Desarrollo Social del mismo ayuntamiento en la administración del alcalde Eruviel Ávila Villegas. En 2007 fue consejera política estatal del PRI y delegada en el distrito electoral XXXVII y de ese año a 2010 fue secretaria general del comité municipal del PRI en Ecatepec.
De 2009 a 2012 fue elegida regidora en el ayuntamiento presidido por segunda ocasión por Eruviel Ávila Villegas y se separó el cargo para ser candidata del PRI a diputada federal por el Distrito 16 del estado de México. Resultó elegida al cargo representándolo en la LXII Legislatura que concluyó en 2015. En esta legislatura fue secretaria de las comisiones de Fortalecimiento al Federalismo; de Presupuesto y Cuenta Pública; y, de Régimen, Reglamentos y Prácticas Parlamentarias; así como integrante de las comisiones de Energías Renovables; y, de Vivienda. Se separó del cargo mediante licencia el 24 de junio de 2015.